# Badis badis
Badis badis is een straalvinnige vissensoort uit de familie van de dwergbaarzen (Badidae). De wetenschappelijke naam van de soort is voor het eerst geldig gepubliceerd in 1822 door Hamilton.

## Kenmerken
De mannetjes kunnen van kleur veranderen en hebben blauwe vinnen. De lichaamslengte bedraagt 9 cm.

## Verspreiding en leefgebied
Deze soort komt voor in de binnenwateren van Zuidoost-Azië.